# Fermión de Majorana
Un fermión de Majorana, también conocido como partícula de Majorana, es un fermión que es su propia antipartícula. Fueron hipotetizados por Ettore Majorana en 1937. El término se utiliza a veces en oposición a los fermiones de Dirac, que describen fermiones que no son sus propias antipartículas. No se conocen fermiones elementales que sean su propia antipartícula, pero en física de la materia condensada han sido descubiertos hace mucho los fermiones de Majorana como cuasipartículas o en superconductores (formando una dupla con o sin acoplamiento espín-orbital).
Con la excepción del neutrino, se sabe que todos los fermiones del Modelo Estándar se comportan como fermiones de Dirac a baja energía (después de la ruptura de la simetría electrodébil), y ninguno es fermión Majorana. La naturaleza de los neutrinos no está establecida, pueden ser fermiones de Dirac o de Majorana.

## Teoría

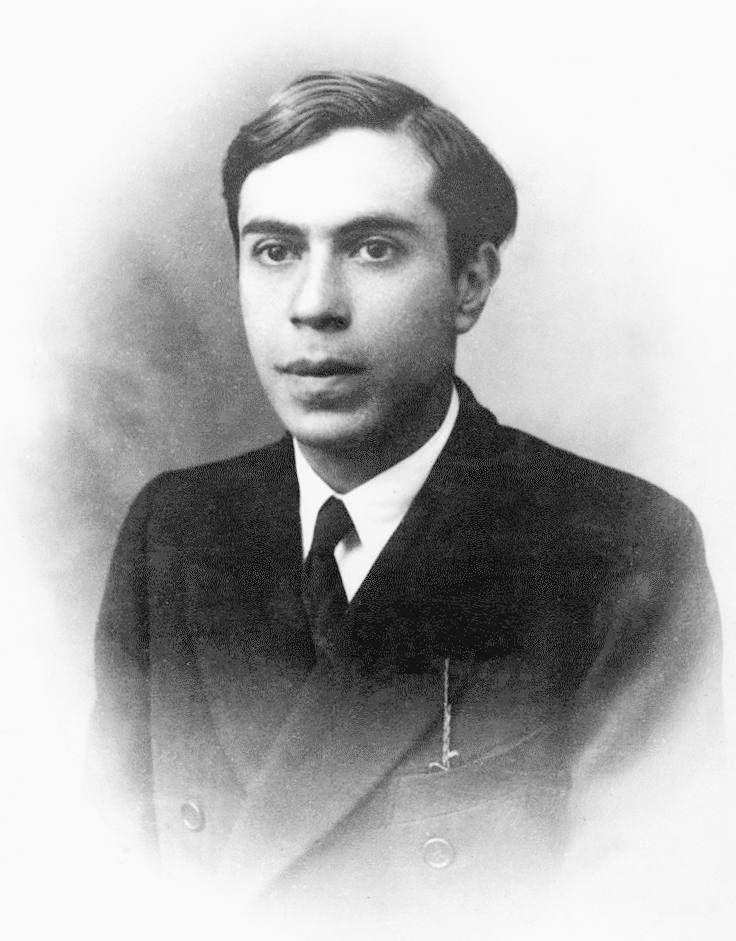
Ettore Majorana planteó la hipótesis de la existencia de fermiones Majorana en 1937

El concepto se remonta a la sugerencia de Majorana en 1937 estas partículas de espín -1⁄2 neutro se pueden describir mediante una ecuación de onda real (la ecuación de Majorana) y, por lo tanto, serían idénticas a su antipartícula (porque las funciones de onda de partícula y antipartícula están relacionadas por conjugación compleja).
La diferencia entre los fermiones de Majorana y los fermiones de Dirac se puede expresar matemáticamente en términos de los operadores de creación y aniquilación de la segunda cuantificación: el operador de creación {\displaystyle \gamma _{j}^{\dagger }} crea un fermión en estado cuántico {\displaystyle j} (descrito por una función de onda real), mientras que el operador de aniquilación {\displaystyle \gamma _{j}} lo aniquila (o, de manera equivalente, crea la antipartícula correspondiente). Para un fermión Dirac los operadores {\displaystyle \gamma _{j}^{\dagger }} y {\displaystyle \gamma _{j}} son distintos, mientras que para un fermión Majorana son idénticos. Los operadores ordinarios de aniquilación y creación fermiónica {\displaystyle f} y {\displaystyle f^{\dagger }} puede escribirse en términos de dos operadores Majorana {\displaystyle \gamma _{1}} y {\displaystyle \gamma _{2}} por:
{\displaystyle f=(\gamma _{1}+i\gamma _{2})/{\sqrt {2}},}
{\displaystyle f^{\dagger }=(\gamma _{1}-i\gamma _{2})/{\sqrt {2}}.}
En los modelos de supersimetría, los neutralinos (supercompañeros de los bosones medidores y los bosones de Higgs) son Majorana.

### Identidades
Otra convención común para la normalización del operador de fermiones Majorana es:
{\displaystyle f=(\gamma _{1}+i\gamma _{2})/2}
{\displaystyle f^{\dagger }=(\gamma _{1}-i\gamma _{2})/2}
Esta convención tiene la ventaja de que el operador Majorana se ajusta a la identidad.
Usando esta convención, una colección de fermiones Majorana {\displaystyle \gamma _{i}} ({\displaystyle i=1,2,..,n}) obedecer las siguientes identidades de conmutación:
- {\displaystyle \{\gamma _{i},\gamma _{j}\}=2\delta _{ij}}
- {\displaystyle \sum _{ijkl}[\gamma _{i}A_{ij}\gamma _{j},\gamma _{k}B_{kl}\gamma _{l}]=\sum _{ij}4\gamma _{i}[A,B]_{ij}\gamma _{j}}

donde {\displaystyle A} y {\displaystyle B} son matrices antisimétricos.

## Partículas elementales
Debido a que las partículas y las antipartículas tienen cargas conservadas opuestas, los fermiones de Majorana tienen carga cero. Todos los fermiones elementales del modelo estándar tienen cargas de calibre, por lo que no pueden tener masas fundamentales de Majorana.
Sin embargo, los neutrinos estériles diestros introducidos para explicar la oscilación de neutrinos podrían tener masas de Majorana. Si lo hacen, entonces a baja energía (después de la ruptura de la simetría electrodébil), por el mecanismo de oscilación, los campos de neutrinos se comportarían naturalmente como seis campos de Majorana, y se espera que tres de ellos tengan masas muy altas (comparables a la escala GUT) y el otros tres esperaban tener masas muy bajas (por debajo de 1 eV). Si existen neutrinos diestros pero no tienen una masa Majorana, los neutrinos se comportarían como tres fermiones Dirac y sus antipartículas con masas que provienen directamente de la interacción de Higgs, como los otros fermiones del Modelo Estándar.
El mecanismo de balancín es atractivo porque naturalmente explicaría por qué las masas de neutrinos observadas son tan pequeñas. Sin embargo, si los neutrinos son Majorana, entonces violan la conservación del número de leptones e incluso de B - L.
La descomposición doble beta sin neutrinos no se ha observado (todavía), pero si existe, se puede ver como dos eventos ordinarios de desintegración beta cuyos antineutrinos resultantes se aniquilan inmediatamente entre sí, y solo es posible si los neutrinos son sus propias antipartículas.
El análogo de alta energía del proceso de doble desintegración beta sin neutrinos es la producción de pares de leptones cargados con el mismo signo en colisionadores de hadrones; está siendo buscado por los experimentos ATLAS y CMS en el Gran Colisionador de Hadrones. En las teorías basadas en la simetría izquierda-derecha, existe una profunda conexión entre estos procesos. En la explicación actualmente más favorecida de la pequeñez de la masa de neutrinos, el mecanismo de balancín, el neutrino es "naturalmente" un fermión de Majorana.
Los fermiones de Majorana no pueden poseer momentos intrínsecos eléctricos o magnéticos, solo momentos toroidales. Tal interacción mínima con los campos electromagnéticos los convierte en candidatos potenciales para la materia oscura fría.

## Estados ligados a Majorana
En los materiales superconductores, un fermión de Majorana puede emerger como una cuasipartícula (no fundamental) (más comúnmente conocida como cuasipartícula de Bogoliubov en física de materia condensada). Esto es posible porque una cuasipartícula en un superconductor es su propia antipartícula.
Matemáticamente, el superconductor impone "simetría" de agujeros de electrones en las excitaciones de cuasipartículas, relacionando el operador de creación {\displaystyle \gamma (E)} en energía {\displaystyle E} al operador de aniquilación  {\displaystyle {\gamma ^{\dagger }(-E)}} en energía {\displaystyle -E}. Los fermiones de Majorana pueden unirse a un defecto con energía cero, y luego los objetos combinados se denominan estados ligados a Majorana o modos cero de Majorana. Este nombre es más apropiado que el fermión Majorana (aunque la distinción no siempre se hace en la literatura), porque la estadística de estos objetos ya no es fermiónica. En cambio, los estados ligados a Majorana son un ejemplo de anyones no abelianos: intercambiarlos cambia el estado del sistema de una manera que depende solo del orden en que se realizó el intercambio. Las estadísticas no abelianas que poseen los estados vinculados a Majorana les permiten ser utilizados como un bloque de construcción para una computadora cuántica topológica.
Un vórtice cuántico en ciertos superconductores o superfluidos puede atrapar estados intermedios, por lo que esta es una fuente de estados ligados a Majorana. Los estados de Shockley en los puntos finales de cables superconductores o defectos de línea son una fuente alternativa, puramente eléctrica. Una fuente completamente diferente utiliza el efecto Hall cuántico fraccionario como un sustituto del superconductor.

### Experimentos en superconductividad
En 2008, Fu y Kane proporcionaron un desarrollo innovador al predecir teóricamente que los estados ligados a Majorana pueden aparecer en la interfaz entre los aisladores topológicos y los superconductores. Pronto siguieron muchas propuestas de un espíritu similar, donde se demostró que los estados ligados a Majorana pueden aparecer incluso sin ningún aislante topológico. Una búsqueda intensa para proporcionar evidencia experimental de estados ligados a Majorana en superconductores primero produjo algunos resultados positivos en 2012. Un equipo del Instituto Kavli de Nanociencia de la Universidad Técnica de Delft en los Países Bajos informó sobre un experimento con nanocables de antimonuro de indio conectados a un circuito con un contacto de oro en un extremo y un trozo de superconductor en el otro. Cuando se expuso a un campo magnético moderadamente fuerte, el aparato mostró un pico de conductancia eléctrica a voltaje cero que es consistente con la formación de un par de estados ligados a Majorana, uno en cada extremo de la región del nanocable en contacto con el superconductor. Simultáneamente, un grupo de la Universidad de Purdue y la Universidad de Notre Dame informó la observación del efecto fraccional de Josephson (disminución de la frecuencia de Josephson en un factor de 2) en nanocables antimonuro de indio conectados a dos contactos superconductores y sometidos a un campo magnético moderado, otra firma de estados ligados a Majorana. El estado de enlace con energía cero fue detectado pronto por varios otros grupos en dispositivos híbridos similares, y se observó el efecto fraccional de Josephson en el aislador topológico HgTe con contactos superconductores.
Los experimentos antes mencionados marcan una posible verificación de propuestas teóricas independientes de 2010 de dos grupos prediciendo la manifestación de estado sólido de los estados ligados de Majorana en cables semiconductores. Sin embargo, también se señaló que algunos otros estados limitados no topológicos triviales podría imitar el pico de conductancia de voltaje cero del estado unido de Majorana. Los investigadores del Instituto Niels Bohr informaron de la sutil relación entre esos estados triviales unidos y los estados ligados a Majorana, quién puede "mirar" directamente los Estados Unidos Andreev que se fusionan y evolucionan a estados ligados a Majorana, gracias a un sistema híbrido semiconductor-superconductor mucho más limpio.
En 2014, los científicos de la Universidad de Princeton también observaron evidencia de estados ligados a Majorana utilizando un microscopio de efecto túnel de escaneo a baja temperatura. Se sugirió que los estados ligados a Majorana aparecían en los bordes de una cadena de átomos de hierro formados en la superficie del plomo superconductor. La detección no fue decisiva debido a posibles explicaciones alternativas.
Los fermiones de Majorana también pueden emerger como cuasipartículas en líquidos de espín cuántico, y fueron observados por investigadores del Laboratorio Nacional de Oak Ridge, en colaboración con el Instituto Max Planck y la Universidad de Cambridge el 4 de abril de 2016.
Los fermiones de Chiral Majorana se detectaron en 2017, en un dispositivo híbrido cuántico anómalo de efecto Hall / superconductor. En este sistema, el modo de borde de fermiones Majorana dará lugar a una  corriente de borde de conductancia {\textstyle {\frac {1}{2}}{\frac {e^{2}}{h}}}.
El 16 de agosto de 2018, los equipos de Ding y Gao en el Instituto de Física de la Academia China informaron una fuerte evidencia de la existencia de estados vinculados a Majorana (o maones de Majorana) en un superconductor a base de hierro, que muchas explicaciones triviales alternativas no pueden explicar, cuando utilizaron espectroscopía de túnel de escaneo en el estado superconductor de la superficie de Dirac del superconductor a base de hierro. Fue la primera vez que se observaron partículas de Majorana en una gran cantidad de sustancia pura.

### Estados ligados a Majorana en corrección de error cuántico
Los estados ligados a Majorana también pueden realizarse en códigos de corrección de errores cuánticos. Esto se hace creando los llamados 'defectos de torsión' en códigos como el código Toric que llevan modos Majorana no emparejados. El trenzado de Majoranas realizado de tal manera forma una representación proyectiva del grupo de trenzas.
Tal realización de Majoranas les permitiría ser utilizados para almacenar y procesar información cuántica dentro de un cálculo cuántico. Aunque los códigos generalmente no tienen Hamiltoniano para proporcionar la supresión de errores, el código de corrección de error cuántico subyacente proporcionaría tolerancia a fallas.

## Otras lecturas
- Pal, Palash B. (2011) [12 October 2010]. «Dirac, Majorana and Weyl fermions». American Journal of Physics 79 (5): 485-498. Bibcode:2011AmJPh..79..485P. arXiv:1006.1718. doi:10.1119/1.3549729.

- Datos: Q1065883